# Friedhof Dorfgastein

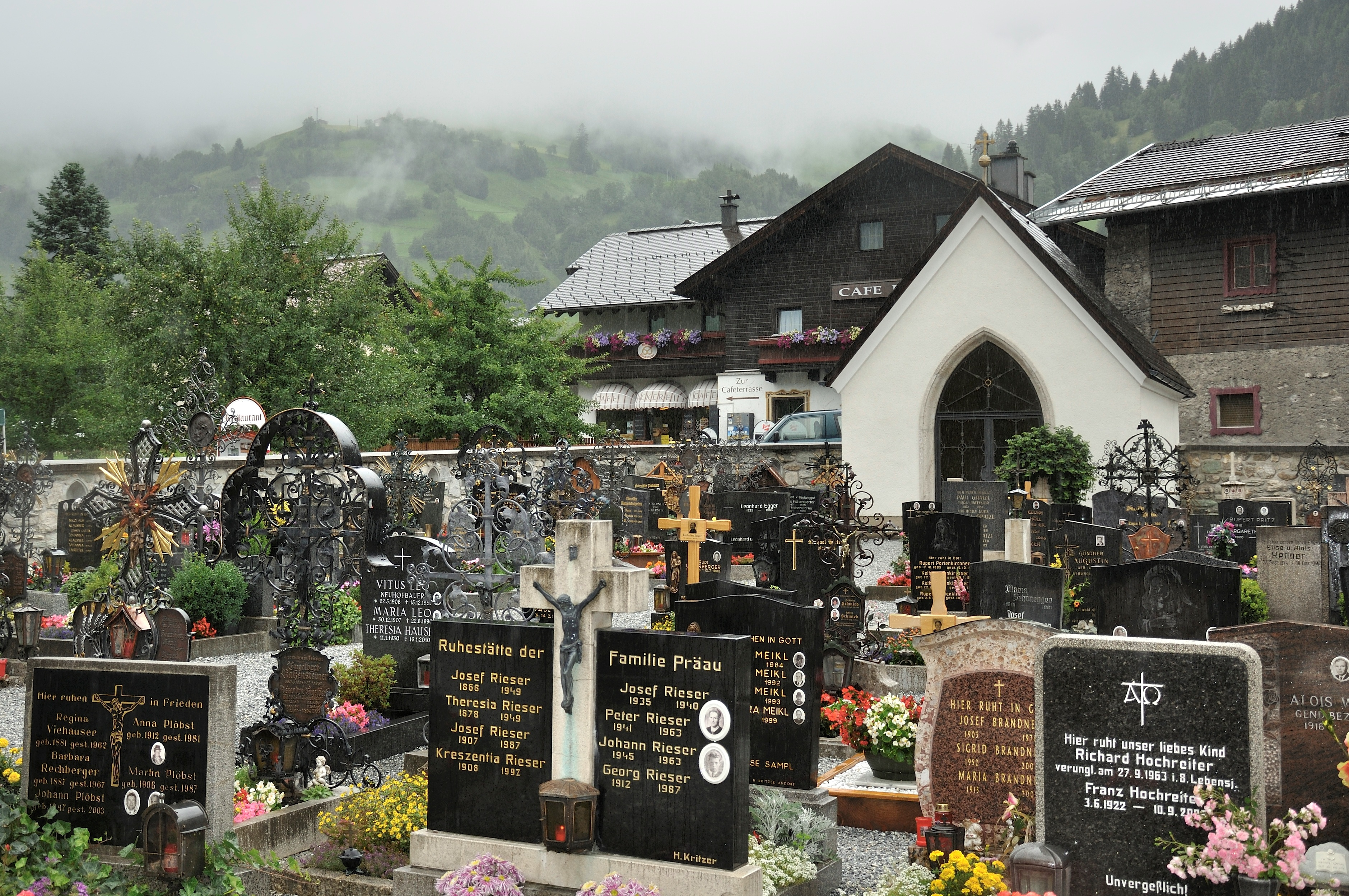
Friedhof Dorfgastein

Der Friedhof Dorfgastein befindet sich westlich der Pfarrkirche Dorfgastein im Ortszentrum von Dorfgastein im Bezirk St. Johann im Pongau im Land Salzburg und steht unter Denkmalschutz (Listeneintrag).

## Geschichte
Im Jahr 1623 (also bereits über Hundert Jahre vor der Erhebung der Filialkirche Dorfgastein zum Vikariat) wurde von der Einweihung des Friedhofs urkundlich berichtet. Es ist nicht überliefert, ob es schon zuvor Beerdigungen bei der Rupertuskirche gegeben hat oder die Toten bis dahin in der Regel bei der Pfarrkirche in Hofgastein begraben wurden.
Im Jahr 1743 wurde von der Verlegung der Totenkapelle berichtet.
Am 25. August 1784 beschrieb der Vikar sowohl das Dach der Friedhofsmauer als auch des Vikariatshauses als äußerst schadhaft, sodass unumgänglich ein neues „Shaardach“ zu errichten sei, um das Gemäuer nicht zu gefährden. Die Reparaturen wurden auch bewilligt, wobei aber zu größter Sparsamkeit gemahnt wurde.
Ende des 18. Jahrhunderts wurden die hygienischen Mängel immer schlechter. Es heißt, dass wegen zu rasch hintereinander erfolgten Bestattungen immer wieder Gräber von noch nicht vollständig Verwesten geöffnet wurden, sodass „selbst in der Kirche ein laut erkennbarer Totengeruch verspürbar“ war. Als eine der Maßnahmen wurde der Friedhof nach schwierigen Verhandlungen mit den Besitzern der angrenzenden Grundstücke erweitert und unter Vikar Pichler am 14. Oktober 1801 kirchlich eingeweiht. Die Friedhofsverordnung von 1819 verbot dann das Bestatten ohne Sarg, sie gebot die sogenannte Reihenbestattung und die Bestattung in Totentruhen. Die letzte Friedhofserweiterung gab es in den Jahren 1879 bis 1891 unter Pfarrer Kranabetter.
Im Jahr 1946 veranlasste Pfarrer Ludescher, dass die an den Friedhof grenzende Grundfeste des Kirchengebäudes abgegraben wurde, um hier eine trockene Schicht zu errichten, um die Kirchenmauern vor eindringender Feuchtigkeit zu schützen.
Im Jahr 1974 wurde die alte Aufbahrungskapelle durch eine wesentlich größere Aufbahrungsstätte ersetzt.

## Beschreibung
Die Kapelle im nordöstlichen Bereich des Friedhofs ist ein rechteckiger Bau mit Rundapsis, abgefastem Spitzbogenportal und steilem Satteldach.
An der Ostseite des Kirchturmes befindet sich das Kriegerdenkmal, das von Lois Lidauer geschaffen wurde.

## Bekannte bestattete Persönlichkeiten
- Andreas Rieser (1908–1966), Priester und Verfolgter im Nationalsozialismus